# 佐藤宗子
佐藤 宗子（さとう もとこ、1955年9月28日- ）は、日本の比較文学者・児童文学研究者。千葉大学名誉教授、元日本児童文学学会会長、アジア児童文学日本センター会長。

## 略歴
東京都生まれ。1978年東京大学教養学部フランス科卒。1980年同大学院人文科学研究科比較文学比較文化専門課程修士課程修了。四天王寺国際仏教大学助手。1981年「再話の倫理と論理――フィリップ短編の受容」で『日本児童文学』三百号記念論文入選。1983年東京大学教養学部助手。1984年『「家なき子」の旅』（東京大学教養学部「紀要・比較文化研究」第22輯）で日本児童文学学会奨励賞受賞。1984年10月千葉大学教育学部講師となり、助教授、教授。2021年定年退職し、名誉教授となる。

1988年『「家なき子」の旅』で日本児童文学者協会新人賞受賞。2011年から2014年まで、日本児童文学学会会長を務めた。2011年から、千葉県図書館協議会委員。2018年から、アジア児童文学日本センター第4代会長を務めている。

## 著書
- 『「家なき子」の旅』平凡社 1987
- 『自分なりの読み方をしよう 探険・文学のたのしみ』ポプラ社 10代の教養図書館 1994
- 『〈現代児童文学〉をふりかえる』久山社 日本児童文化史叢書 1997

### 共編・共著
- 『心にひびく名作読みもの 読んで、聞いて、声に出そう』1-6年 府川源一郎共編 教育出版 2004
- 『新・こどもの本と読書の事典』黒澤浩砂田弘，中多泰子，広瀬恒子，宮川健郎共編 ポプラ社 2004
- 『少年少女の名作案内 日本の文学リアリズム編』藤田のぼる共編著 自由国民社 明快案内シリーズ 知の系譜 2010
- 『少年少女の名作案内 日本の文学ファンタジー編』藤田のぼる共編著 自由国民社 明快案内シリーズ 知の系譜 2010

### 解説
- 『風、草原をはしる』偕成社 1988
- 『全集 古田足日子どもの本』第6巻 童心社 1993
- 『お江戸の百太郎 乙松、宙に舞う』偕成社 1994
- 『少年小説体系』第26巻 三一書房 1995
- 『夢からさめない夢』日本図書センター 「心」の子ども文学館7 1997
- 『魔法人形』ポプラ社 1999
- 『塔上の奇術師』ポプラ社 1999
- 『ビワの実』小峰書店 2005
- 『ラング世界童話全集』4 偕成社 2008
- 『ラング世界童話全集』5 偕成社 2008
- 『ラング世界童話全集』11 偕成社 2009

## 参考
- 「「家なき子」の旅」著者紹介